# Marcelo Scornik
Marcelo "Cuino" Scornik (Buenos Aires, Argentina, 8 de abril de 1960) es un compositor de rock argentino. Es reconocido por ser el creador de varias de las letras de los temas más conocidos de Andrés Calamaro, Hilda Lizarazu, Los Twist, entre otros.
Entre sus composiciones más conocidas, se encuentran éxitos como  «No me pidas que no sea un inconsciente», «Estadio Azteca», «El Salmón» y «Vigilante medio argentino». En el año 2005, editó su único disco titulado ¡Basta Cuino!, el cual cuenta con diecisiete temas de su autoría y uno de Norberto Napolitano, interpretados por distintos músicos reconocidos de la escena del rock local como: los hermanos Andrés y Javier Calamaro, Vicentico, Gustavo Cordera, Charly García, Palo Pandolfo, Pipo Cipolatti, Adrián Dárgelos, Juanse, Joaquín Levinton, Miguel Zavaleta, Daniel Melingo y Tito Losavio.

## Discografía

### Cuino y sus amigos presentan: ¡Basta Cuino!
| N.º   | Título                          | Escritor(es)                                                                               | Intérprete                                             | Duración |  |
| 1.    | «Intro»                         | Marcelo Scornik                                                                            | Cuino y sus Amigos                                     | 00:21    |  |
| 2.    | «Gata Salvaje»                  | Letra: Marcelo Scornik Música: Marcelo Scornik/Tito Losavio                                | Cuino y sus Amigos con Gabriel Carámbula               | 03:23    |  |
| 3.    | «Tranquilo y Húmedo»            | Letra y música: Marcelo Scornik                                                            | Cuino y sus Amigos con Juanse y Andrés Calamaro        | 03:13    |  |
| 4.    | «Eva»                           | Letra y música: Marcelo Scornik                                                            | Cuino y sus Amigos con Vicentico y Andrés Calamaro     | 02:39    |  |
| 5.    | «Nena»                          | Letra y música: Marcelo Scornik                                                            | Cuino y sus Amigos con Andrés Calamaro                 | 02:37    |  |
| 6.    | «La Cocina Salteña»             | Letra: Marcelo Scornik Múisca: Marcelo Scornik / Tito Losavio                              | Cuino y sus Amigos con Gamexane                        | 02:12    |  |
| 7.    | «Cacho de Orgullo»              | Letra: Marcelo Scornik Música: Marcelo Scornik / Pablo Aladren                             | Cuino y sus Amigos con Joaquín Levinton y Lea Lopatin  | 01:42    |  |
| 8.    | «Godoy Cruz»                    | Letra y música: Marcelo Scornik / T. Losavio / C. Ponieman / M. García Reinoso / F. Lupano | Cuino y sus Amigos con Adrian Otero y Pablo Cano       | 02:58    |  |
| 9.    | «Mágica y Perversa»             | Letra: Marcelo Scornik Música: Tito Losavio                                                | Cuino y sus Amigos con Javier Calamaro                 | 02:04    |  |
| 10.   | «La Canción que Nunca te Canté» | Letra: Marcelo Scornik / Pablo Aladren Música: Marcelo Scornik / Tito Losavio              | Cuino y sus Amigos con Miguel Zavaleta                 | 02:54    |  |
| 11.   | «Bombay»                        | Letra: Marcelo Scornik Música: Tito Losavio                                                | Cuino y sus Amigos con Fabian Quintiero                | 04:23    |  |
| 12.   | «Puente Pueyrredon»             | Letra: Marcelo Scornik Música: Tito Losavio                                                | Cuino y sus Amigos con Gustavo Cordera                 | 03:40    |  |
| 13.   | «Primavera y Hielo»             | Letra: Marcelo Scornik Música: Tito Losavio                                                | Cuino y sus Amigos con Adrián Dárgelos                 | 03:55    |  |
| 14.   | «Metrosexual»                   | Letra: Marcelo Scornik Música: Pablo Alarden/Tito Losavio                                  | Cuino y sus Amigos con Pipo Cipolatti y Daniel Melingo | 04:19    |  |
| 15.   | «Sábado a la Noche»             | Letra y música: Marcelo Scornik                                                            | Cuino y sus Amigos con Tito Losavio                    | 03:10    |  |
| 16.   | «Me Llaman Cuino»               | Letra y música: Marcelo Scornik                                                            | Cuino y sus Amigos con Hilda Lizarazu y Daniel Melingo | 03:46    |  |
| 17.   | «Sucio y desprolijo»            | Norberto Aníbal "Pappo" Napolitano                                                         | Cuino y sus Amigos con Charly García                   | 03:40    |  |
| 51:00 |                                 |                                                                                            |                                                        |          |  |